# Ulodesmus denticulatus
Ulodesmus denticulatus är en mångfotingart som beskrevs av Karl Wilhelm Verhoeff 1939. Ulodesmus denticulatus ingår i släktet Ulodesmus och familjen Gomphodesmidae. Inga underarter finns listade i Catalogue of Life.